# Rafaâ Chtioui
Rafaâ Chtioui (26 de gener de 1986) és un ciclista tunisià, professional des del 2008. Format al Centre mundial de ciclisme de l'UCI, ha guanyat diferents proves dels calendaris de l'UCI Àfrica Tour i l'UCI Àsia Tour. S'ha proclamat campió nacional, tant en ruta com en contrarellotge.

## Palmarès
- 2006
  - Vencedor d'una etapa a la Volta al Marroc
- 2007
  - Medalla d'or als Jocs Panàrabs en contrarellotge
  - Campió àrab en contrarellotge
  - Vencedor d'una etapa a la Volta a Egipte
  - Vencedor d'una etapa al Tour del País de Savoia
  - Vencedor d'una etapa a la Volta al Marroc
  - Vencedor d'una etapa al Tour de l'Avenir
  - Vencedor d'una etapa al Tour dels Aeroports
- 2008
  - 1r al Gran Premi Al-Khor
- 2009
  - Campió àrab en contrarellotge
  - Campió àrab en contrarellotge per equips
  - Vencedor d'una etapa a la Volta al Singkarak
  - Vencedor d'una etapa a la Volta a Sèrbia
- 2010
  - Campió àrab en ruta
  - Campió àrab en contrarellotge
  -  Campió de Tunísia en ruta
- 2011
  - Medalla d'or als Jocs Panàrabs en contrarellotge
- 2013
  -  Campió de Tunísia en ruta
  -  Campió de Tunísia en contrarellotge
  - 1r al Trofeu de l'Aniversari
- 2014
  -  Campió de Tunísia en ruta
  - 1r a la Jelajah Malaysia i vencedor d'una etapa
- 2015
  -  Campió de Tunísia en ruta
  -  Campió de Tunísia en contrarellotge
  - 1r a la Jelajah Malaysia i vencedor de 2 etapes
  - Vencedor d'una etapa a la Volta al Japó
  - Vencedor d'una etapa a la Volta al llac Taihu